# مدن الملجأ

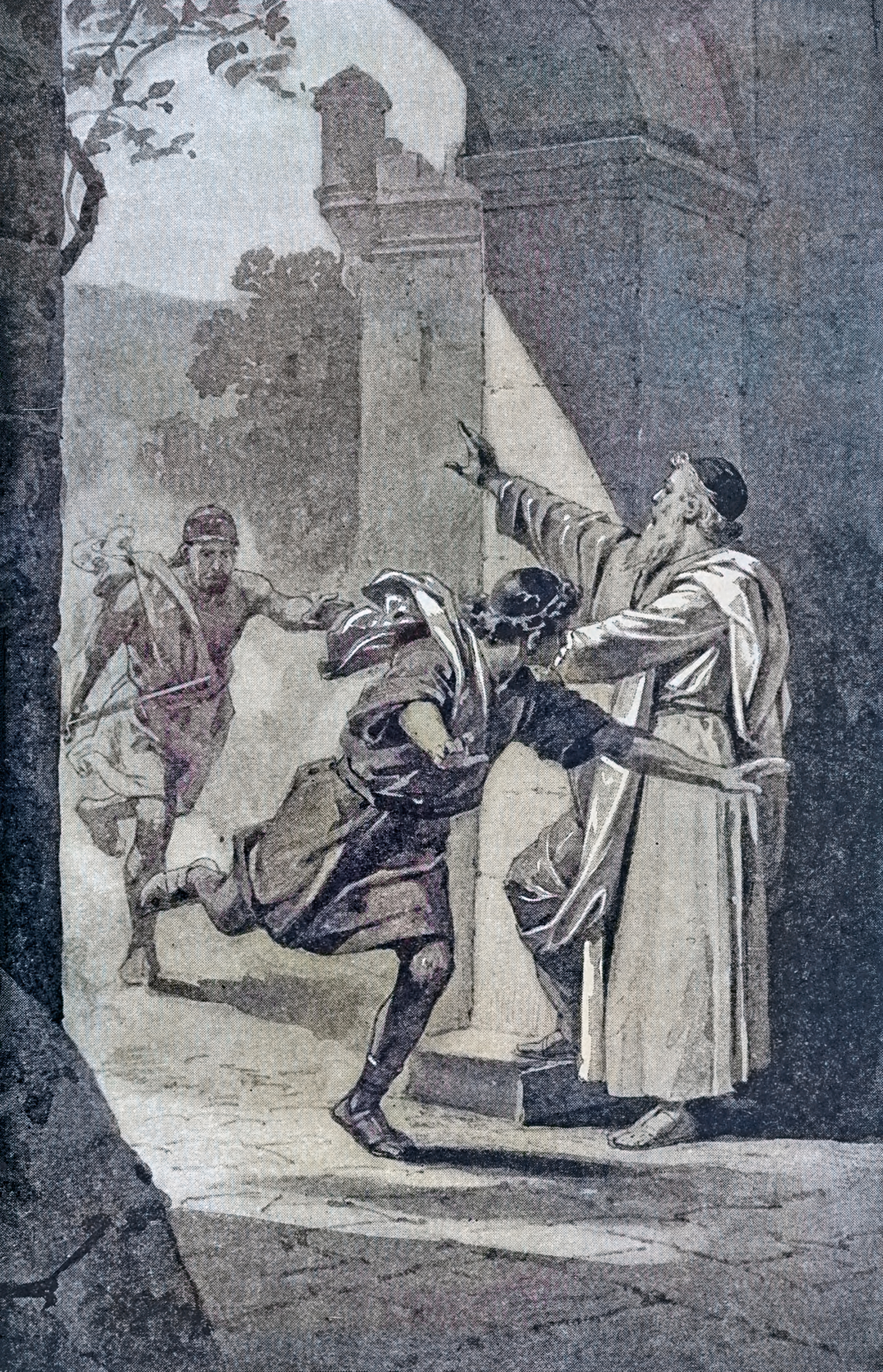
الهرب إلى مدينة الملجأ (عدد 35: 11-28). رسم تشارلز فوستر من قصة الكتاب المقدس، 1884.

مدن الملجأ (بالعبرية: ערי המקלט) كانت ست مدن لاوية في مملكة إسرائيل ومملكة يهوذا يمكن لمرتكبي جرائم القتل غير العمد المطالبة بحق اللجوء فيها. استخدم ميمونيدز الأدب التلمودي، لتوسيع مدن الملجأ لتشمل جميع المدن اللاوية الـ 48. أما خارج هذه المدن، كان القانون يسمح بالانتقام الدموي من الجناة. والمدن الست التي ذكرت في الكتاب المقدس كمدن ملجأ: الجولان (شمال فلسطين)، وراموت (شمال الأردن)، وباصر (جنوب سوريا)، وهذه المدن الثلاث تقع شرق نهر الأردن. وكذلك مدينة قادش (شمال فلسطين)، وشكيم (نابلس حاليًا)، وحبرون (الخليل حاليًا)، وهذه الثلاث مدن في غرب نهر الأردن.

## قواعد الكتاب المقدس

### في سفر العدد
في سفر العدد تنص القوانين المتعلقة بمدن اللجوء على أنه بمجرد قام القاتل بطلب اللجوء، يجب أخذ الجاني من المدينة ومحاكمته؛ وإذا وجدت المحكمة أن الجاني بريء من جريمة القتل، يجب إعادة الجاني تحت الحراسة (لحمايته) إلى المدينة التي طلب اللجوء فيها. ويعتبر هذا القانون أن الدية وسيلة غير مقبولة من شأنها أن تؤدي إلى تفاقم الجريمة، ويصّر على أن الكفارة لا يمكن أن تتم إلا بدم القاتل.
ينص سفر العدد أنه لا يُسمح بإلحاق أي ضرر بمرتكب الجريمة بمجرد وفاة رئيس الكهنة اليهودي، وعند حدوث ذلك يصبح مرتكب الجريمة حرًا في مغادرة المدينة دون خوف.

### سفر التثنية
من خلال سياق سفر التثنية يُفهم أن الإسرائيليون غزوا عدة ممالك على الجانب الشرقي من نهر الأردن، عندما كانوا على وشك دخول أرض كنعان. عند هذه النقطة، فصل موسى ثلاث مدن الملجأ في الجانب الشرقي. موسى ثلاث من مدن الملجأ في الجانب الشرقي. وفيما بعد تم تشريع وتخصيص ثلاث مدن ملجأ في كنعان بمجرد احتلالها، بالإضافة إلى ثلاث مدن يتم تخصيصها "إذا وسع الرب إلهك تخومك". وبالتالي فإن العدد الإجمالي للمدن يمكن أن يصل إلى تسعة. وذكر ألبرت بارنز أن المدن الثلاث الإضافية سمحت "بالتوسيع المتوقع لحدود إسرائيل إلى أقصى الحدود التي وعد بها الرب، من نهر مصر إلى الفرات" (سفر التكوين). وتشير نسخة الملك جيمس في سفر تثنية 19: 8 إلى توسيع ساحل أرض الميعاد.

### سفر يشوع
يكرر أحد أصحاحات سفر يشوع أحكام مدن الملجأ، ويضيف أنه عندما يصل الجاني إلى المدينة، عليه أن يكشف لشيوخ المدينة ما حدث، وبعد ذلك عليهم أن يجدوا له مكانًا للسكن. يعتبر نقاد الكتاب المقدس المعاصرون أن هذا الفصل كتبه التثنوي. على الرغم من أن المخطوطات الماسورتية لهذا الإصحاح يتضمن دورًا لموت رئيس الكهنة، إلا أن الترجمة السبعينية لهذا الإصحاح لا تذكر ذلك.